# 防彈盾

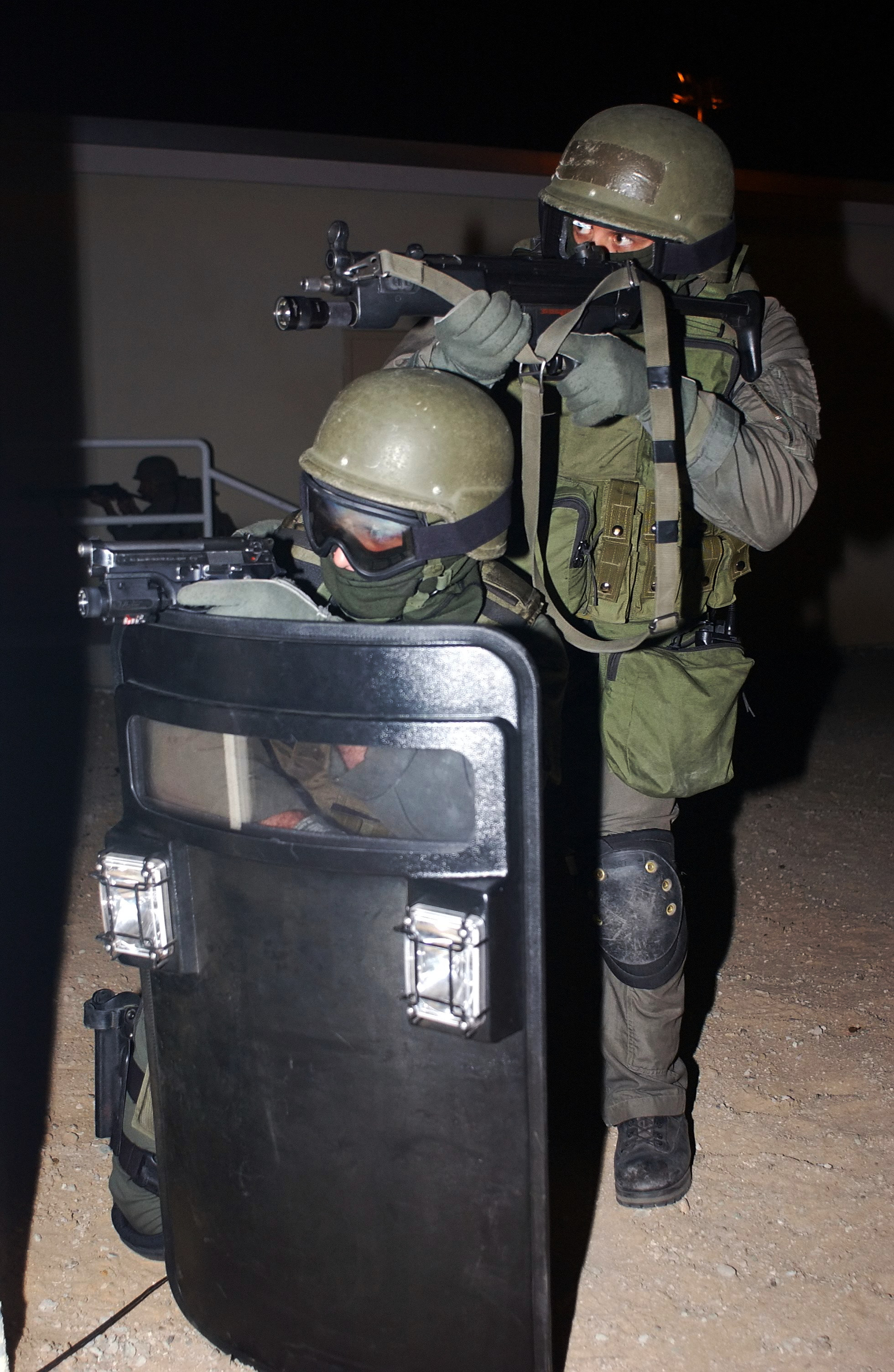
美國海軍陸戰隊SRT隊員手持著具有照明功能的防彈盾。

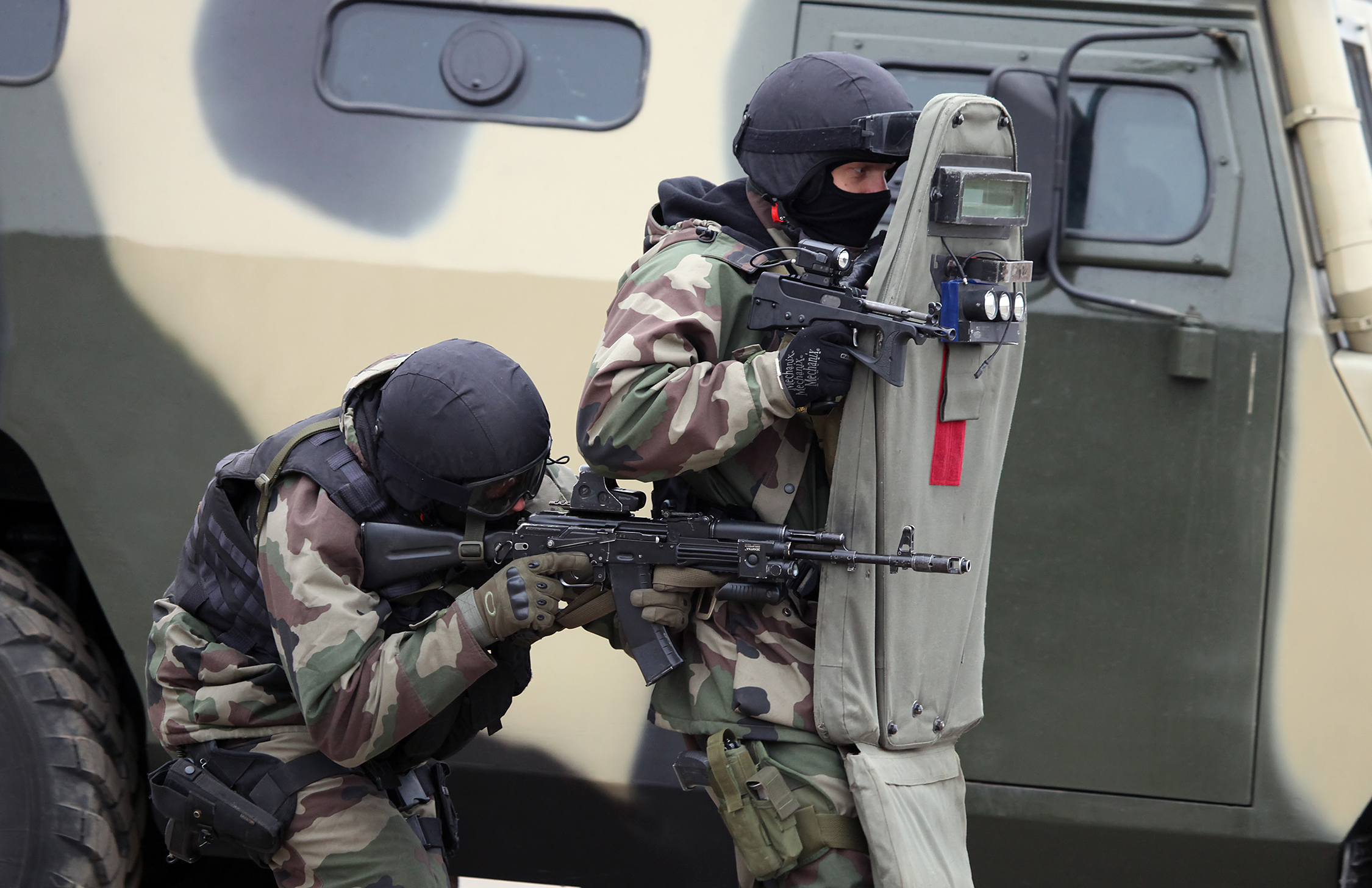
俄羅斯內衛部隊（現在是俄羅斯聯邦國家近衛軍）第604特別用途中心的幹員於演習中使用Vant-VM防彈盾掩護自己和隊友前進。

防彈盾（英语：Ballistic shield）是用作阻擋子彈穿透的盾，通常以高級的合成物料製成，如克維拉。旨在阻止或偏离射向其载体的子弹和其他射弹。防弹盾还能保护使用者免受不太严重的伤害，如投掷物。

## 背景
尺寸小的防弹盾小到可以由个人携带的盾牌可以被称为个人盾牌，在美国可以作为标准装备在警车上携带。能否使用盾牌将取决于政策和个人情况。一个警察部队的政策可能是只在防御性情况下使用盾牌，如建立一个周边地区和等待增援，而其他警察部队可能允许在进攻性情况下使用盾牌，如被认为是高风险的车辆拦截或接近被认为是危险的嫌疑人。
为警察推荐的防弹盾的特点包括：允许长期持有而不感疲劳的携带系统，以及在持有盾牌时既能给手枪装弹，又能用一只手准确射击的能力。用一只手携带防弹盾将限制另一只手可以使用的枪支类型以及某些射击方法。

## 构成
防弹盾的结构与防弹板相似，通常由超高分子量聚乙烯或芳纶的纤维增强塑料复合材料制成。防弹盾可能像陶瓷装甲一样，在其外表面加入一个陶瓷层，以使其能够抵御穿甲弹。防弹盾有具有透明的装甲窗、和灵巧的手柄和夜间使用的聚光灯等特征，并或是手持式或安装在轮式框架上，防弹盾的尺寸各不相同，有些被设计成只保护上半身，有些被设计成保护全身。防弹盾与防弹衣不同，被防弹盾成功阻挡的子弹不会将创伤或疼痛传给携带者。

## 參看
- 防暴盾
- 防弹衣